# Рафінування металів
Рафінування металів — очищення первинних (чорнових) металів від домішок. Чорнові метали, що отримуються з сировини, містять 96–99% основного металу, решта припадає на домішки. Такі метали не можуть використовуватися промисловістю через низькі фізико-хімічні і механічні властивості. Домішки, що містяться в чорнових металах, можуть мати власну цінність. Так, вартість золота і срібла, що витягують з міді, повністю окупає всі витрати на Рафінування. Розрізняють 3 основних методи рафінування: пірометалургійний, електролітичний і хімічний. У основі всіх методів лежить відмінність властивостей елементів, що розділяються: температур плавлення, щільності, електронегативності тощо. Для отримання чистих металів нерідко використовують послідовно декілька способів рафінування.

## Пірометалургійне рафінування
Здійснюється при високій температурі в розплавах і має ряд різновидів. Окислювальне рафінування засноване на здатності деяких домішок утворювати з O, S, Cl, F міцніші з'єднання, ніж з'єднання основного металу з тими ж елементами. Спосіб застосовується, наприклад, для очищення Cu, Pb, Zn, Sn. Так, при продуванні рідкої міді повітрям домішки Fe, Ni, Zn, Pb, Sb, As, Sn, що мають більшу спорідненість до кисню, ніж Cu, утворюють оксиди, які спливають на поверхню ванни і видаляються.
Лікваційне розділення засноване на відмінності температур плавлення і щільності компонентів, що складають сплав, і на малій їх взаємній розчинності. Наприклад, при охолоджуванні рідкого чорнового свинцю з нього при певних температурах виділяються кристали Cu (т. з. шлікери), які унаслідок меншої щільності спливають на поверхню і видаляються. Спосіб застосовується для очищення чорнового свинцю від Cu, Ag, Au, Bi, очищення чорнового цинку від Fe, Cu, Pb, при Р. Sn і інших металів. 
При фракційній перекристалізації використовується відмінність в розчинності домішок металу в твердій і рідкій фазах з урахуванням повільної дифузії домішок в твердій фазі. Спосіб застосовується у виробництві напівпровідникових матеріалів і для отримання металів високої чистоти (наприклад, зонна плавка, плазмова металургія, витягування монокристалів з розплаву, направлена кристалізація). 
У основі ректифікації, або дистиляції, лежить відмінність в температурах кипіння основного металу і домішки. Рафінування здійснюється у формі безперервного протиточного процесу, в якому операції сублімації і конденсації фракцій, що видаляються, багато разів повторюються. Використання вакууму дозволяє помітно прискорити рафінування. Спосіб застосовується при очищенні Zn від Cd, Pb від Zn, при розділенні Al і Mg, в металургії Ti і інших процесах. Безповітряне просіювання рідкого металу через керамічні фільтри (наприклад, в металургії Sn) дозволяє видалити зважені в нім тверді домішки. При рафінуванні сталі в ковші рідкими синтетичними шлаками поверхня дотику між металом і шлаком в результаті їх перемішування значно більша, ніж при проведенні рафінувальних процесів у плавильному агрегаті; завдяки цьому різко підвищується інтенсивність протікання десульфурації, дефосфорації, розкислювання металів, очищення його від неметалевих включень. Редагування сталі продуванням розплаву інертними газами використовується для видалення з металу зважених частинок шлаку або твердих оксидів, що прилипають до бульбашок газу і плавають на поверхню розплаву.

## Електролітичне рафінування
Електролітичне рафінування є електролізом водних розчинів або сольових розплавів і дозволяє отримувати метали високої чистоти. Застосовується для глибокого очищення більшості кольорових металів.
Електролітичне рафінування з розчинними металами полягає в анодному розчиненні металів, що очищаються, і осадженні на катоді чистих металів як наслідок придбання іонами основного металу електронів зовнішнього ланцюга. Розділення металів під дією електролізу можливе через відмінності електрохімічних потенціалів домішок і основного металу.

## Хімічне рафінування
Засноване на різній розчинності металу і домішок в розчинах кислот або лугів. Домішки, що поступово накопичуються в розчині, виділяються з нього хімічним шляхом (гідроліз, цементація, утворення важкорозчинних з'єднань, очищення за допомогою екстракції або іонного обміну). Прикладом хімічного рафінування може служити афінаж благородних металів. Рафінування Au проводять в киплячій сірчаній або азотній кислоті. Домішки Cu, Ag і інших металів розчиняються, а очищене золото залишається в нерозчинному осаді.